# Station Stawy
Station Stawy is een spoorwegstation in de Poolse plaats Ryki.